# Félix Roguet
Félix Roguet, né le 14 janvier 1823 à Chalon-sur-Saône et mort le 3 juin 1888 à Paris, est un architecte et restaurateur français.

## Biographie
Félix Roguet naît le 14 janvier 1823 vers 15 h, dans la ville de Chalon-sur-Saône (Saône-et-Loire). Il est le fils de Pierre Roguet (maître écrivain) et de Véronique Bonjean.
Il acquit rapidement une grande réputation en tant que dessinateur d'architecture et en tant qu'architecte. Beaucoup de ses dessins gravés apparaissent alors dans les recueils spécialisés ; il produit entre autres une monographie de la cathédrale Notre-Dame de Reims dont il dessine tout le portail occidental, suspendu dans un panier.
Collaborant avec Théodore Ballu, il prend une grande part dans la restauration de monuments parisiens, notamment l'église Saint-Germain-l'Auxerrois, l'église Saint-Séverin, la tour Saint-Jacques ainsi que la basilique Sainte-Clotilde, l'église de la Sainte-Trinité — ces deux derniers démontrant sa maîtrise et son savoir. Parmi les monuments qu'il restaure figurent surtout le château de Chenonceau et l'hôtel Carnavalet. Il est par la suite chargé de reconstruire le nouveau lycée Louis-le-Grand, mais achevant un plan de celui-ci, la maladie interrompt ses travaux à partir de 1881.
Il décède le 3 juin 1888 vers 22 h, à l'âge de 65 ans, dans le 16e arrondissement de Paris en son domicile sis 26 rue Singer, à la suite d'une « longue et douloureuse maladie ».

## Distinctions
- Chevalier de la Légion d'honneur (décret du 12 juillet 1880[5])